# Molen van Sloten
De Molen van Sloten is een poldermolen in het dorp Sloten bij Amsterdam. Het is een eikenhouten, rietgedekte achtkantige stellingmolen op een stenen voet. De molen is gelegen aan de Ringvaart van de Haarlemmermeerpolder en zorgt samen met het Akergemaal voor de bemaling van de Westelijke Tuinsteden.
De oudste molen bij Sloten, de Riekermolen uit 1636, moest in 1956 verdwijnen wegens de vergraving van de Riekerpolder voor de vergroting van het Nieuwe Meer en verhuisde naar de Kalfjeslaan bij de Amstel.
Inmiddels heeft Sloten een nieuwe molen. Deze molen is gebouwd in 1991 met gebruikmaking van een uit 1847 daterende molenromp afkomstig uit de Watergraafsmeer, die werd geplaatst op een nieuwe bakstenen onderbouw. Ook de kap en de wieken werden nieuw gemaakt. In september 2021 werd het 30-jarig bestaan gevierd.
De Molen van Sloten is een van de weinige in Holland die (bijna) iedere dag voor publiek geopend is. De molen beschikt bovendien over een lift en wordt gebruikt als trouwlocatie voor het stadsdeel Nieuw-West. In de molen is veel te zien over de molentechniek en de geschiedenis van Sloten en Oud Osdorp, maar er is ook een presentatie Rembrandt op zolder, met daarin wassen beelden van Rembrandt en diverse van zijn personages.
Sinds september 2021 staat de molen op de lijst van Provinciale monumenten.

## Kuiperijmuseum en brouwerij
In april 2005 werd het complex uitgebreid met een Kuiperijmuseum, waarin veel te zien was over het oude ambacht van de kuiperij. Het Kuiperijmuseum is in 2020 gesloten en ontruimd. De 'molenschuur' heeft een bestemming als school gekregen. De voorwerpen die betrekking hebben op het kuipersambacht zijn verhuisd naar het Brabants Museum Oud-Oosterhout. In april 2018 is naast de molen de Brouwerij De 7 Deugden geopend.
Omdat de molen het hele jaar (bijna) dagelijks open is en vlak bij de Luchthaven Schiphol ligt, is het een geliefd uitje voor vele buitenlandse toeristen die een kort bezoek aan een werkende molen vlak bij Amsterdam willen brengen. De molen bevindt zich op een afstand van tien minuten lopen vanaf het eindpunt van tramlijn 2 in Nieuw Sloten. Buslijn 195 (Connexxion) heeft een halte naast de molen.

## Fotogalerij

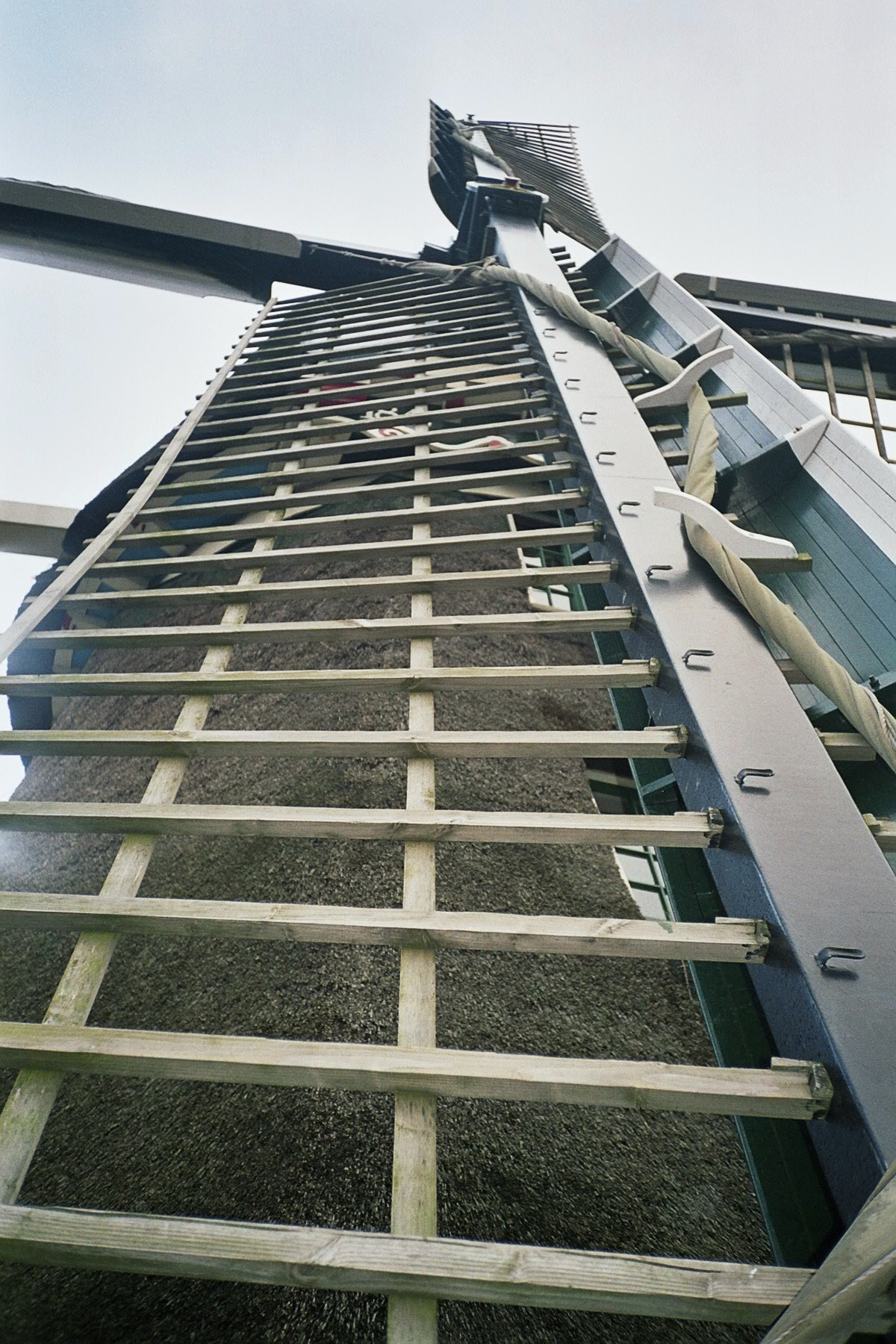
De Fokwieken
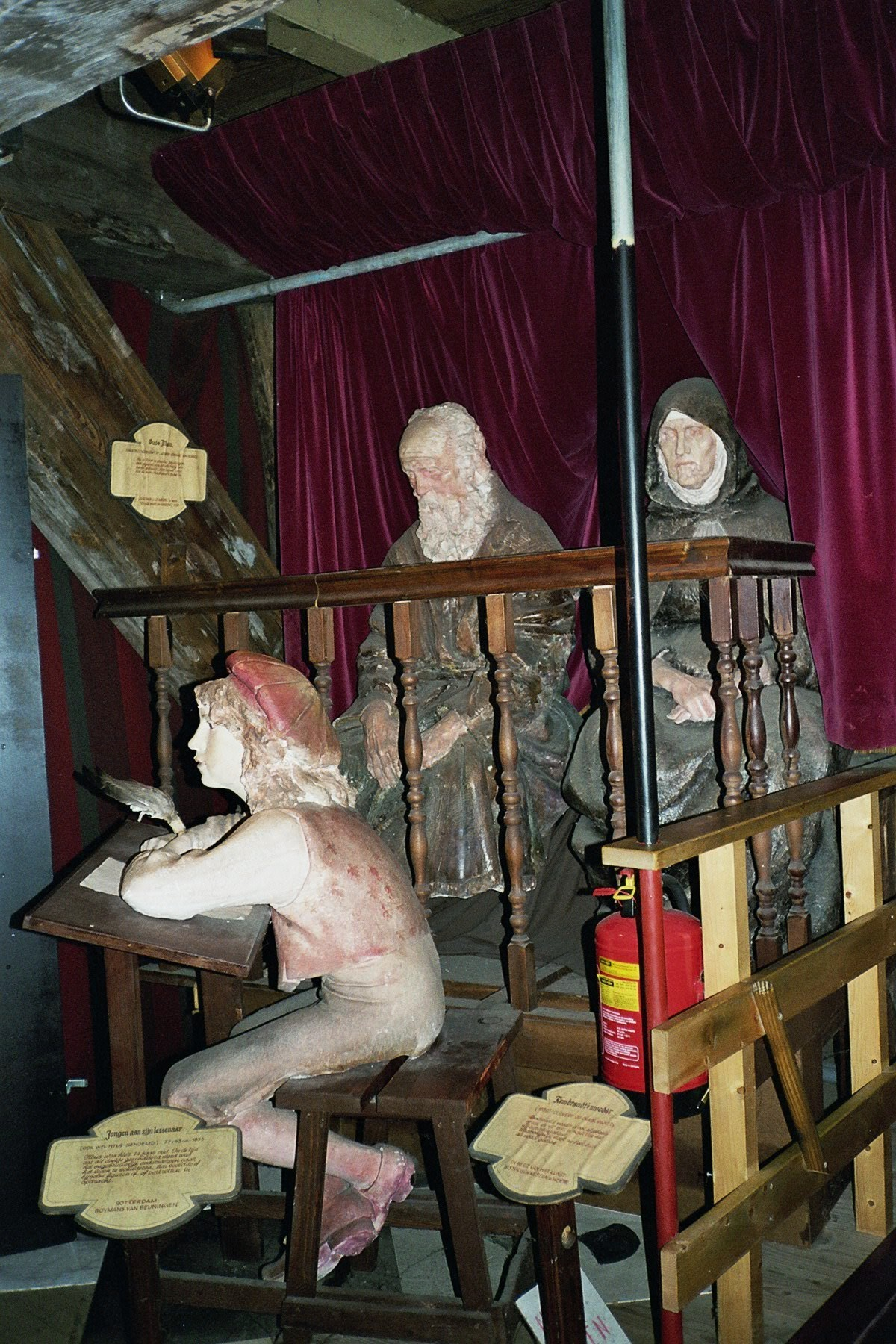
Rembrandt op zolder
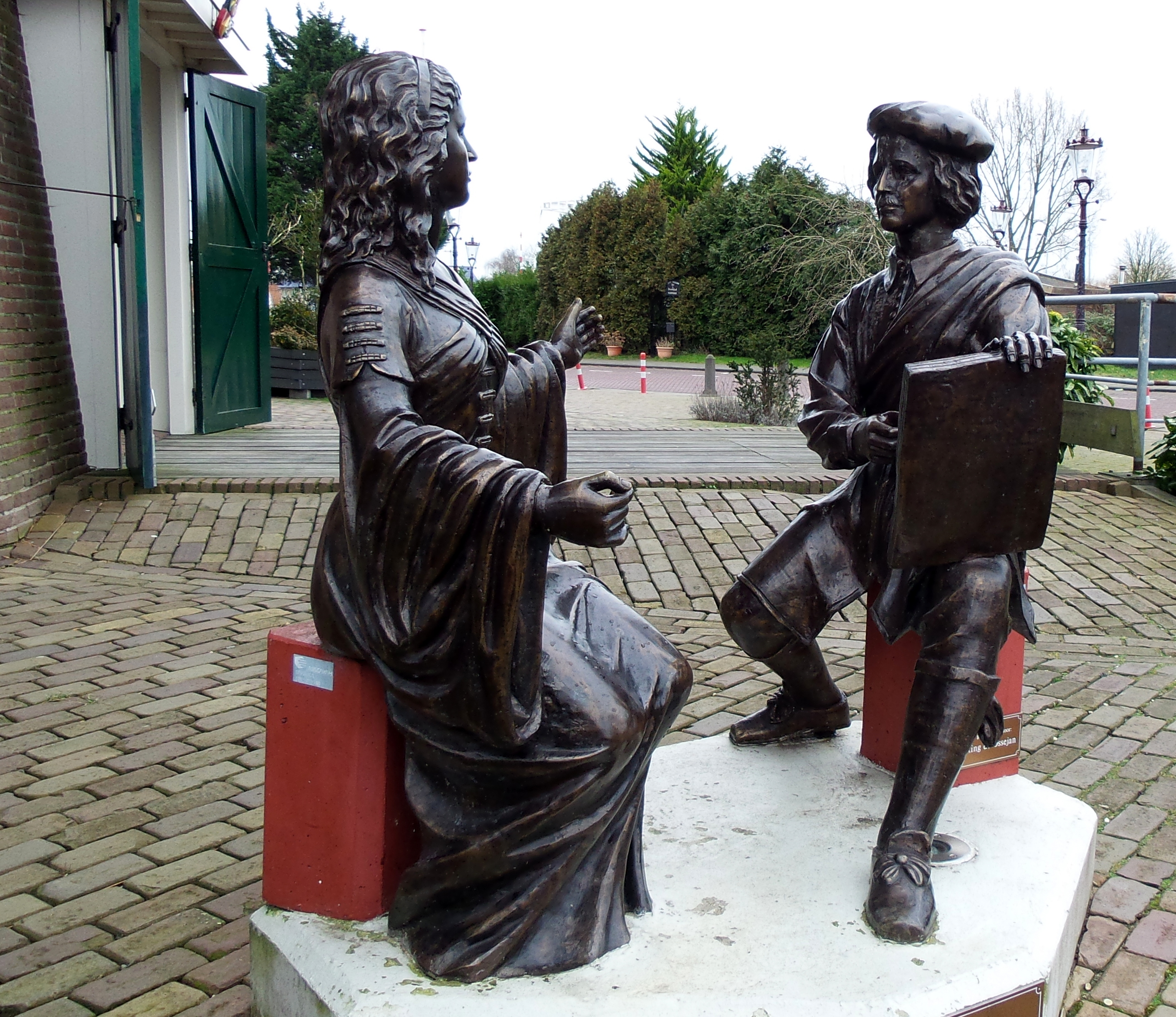
Beelden van Rembrandt en Saskia bij de Molen van Sloten
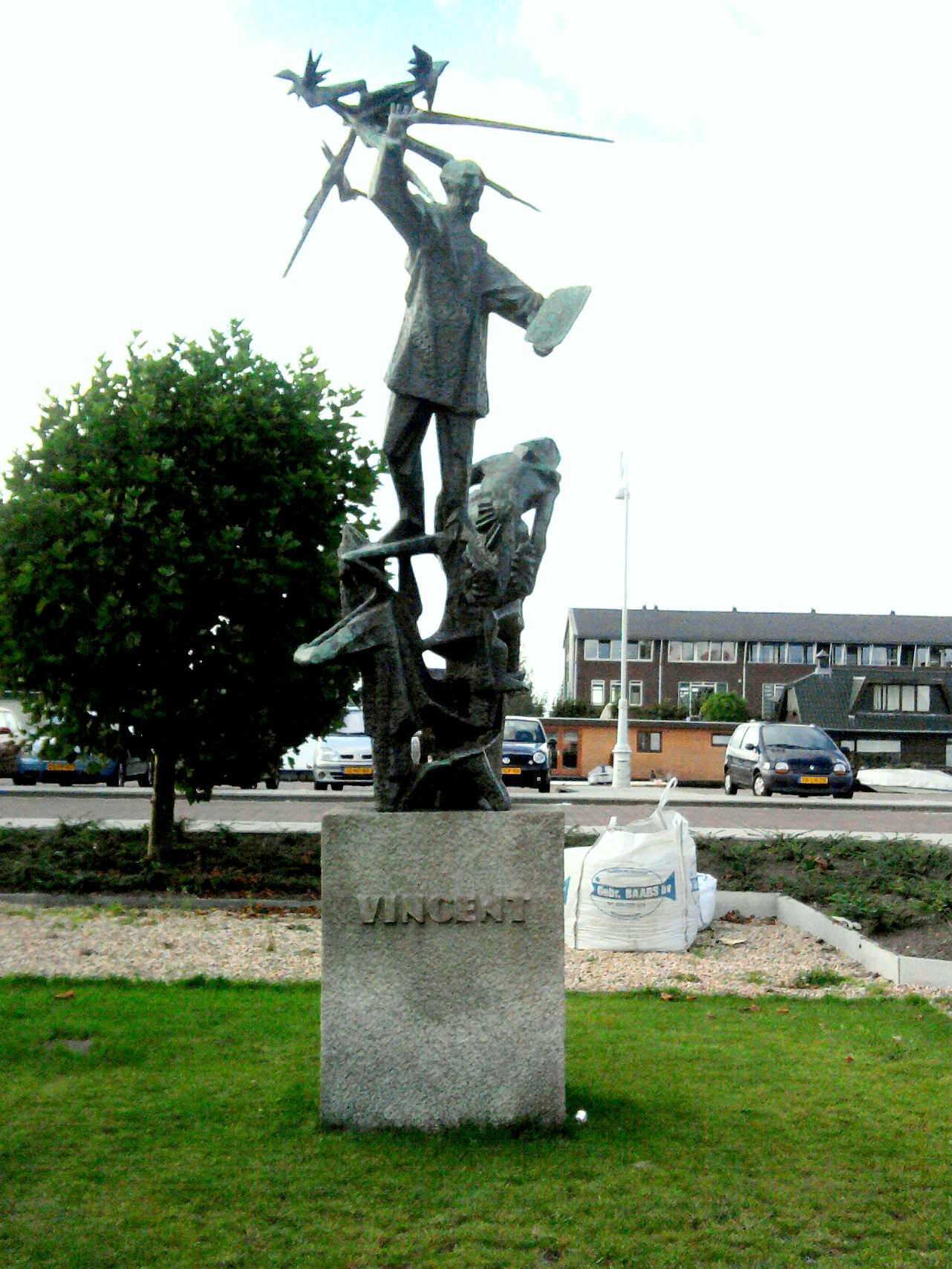
Beeld 'Vincent in het groen', naast de Molen van Sloten